# Barylypa irona
Barylypa irona är en stekelart som beskrevs av Grimble 1967. Barylypa irona ingår i släktet Barylypa och familjen brokparasitsteklar. Inga underarter finns listade.